# Nancy Pelosiová
Nancy Patricia Pelosiová (nepřechýleně Pelosi, rozená D'Alesandrová; * 26. března 1940 Baltimore, Maryland) je americká demokratická politička, poslankyně Sněmovny reprezentantů Spojených států, které v letech 2007–2011 a 2019–2023 předsedala. Stala se tak první ženou, prvním občanem státu Kalifornie a Italoameričankou v čele dolní komory Kongresu, rovněž tak i prvním znovuzvoleným předsedou od roku 1955.

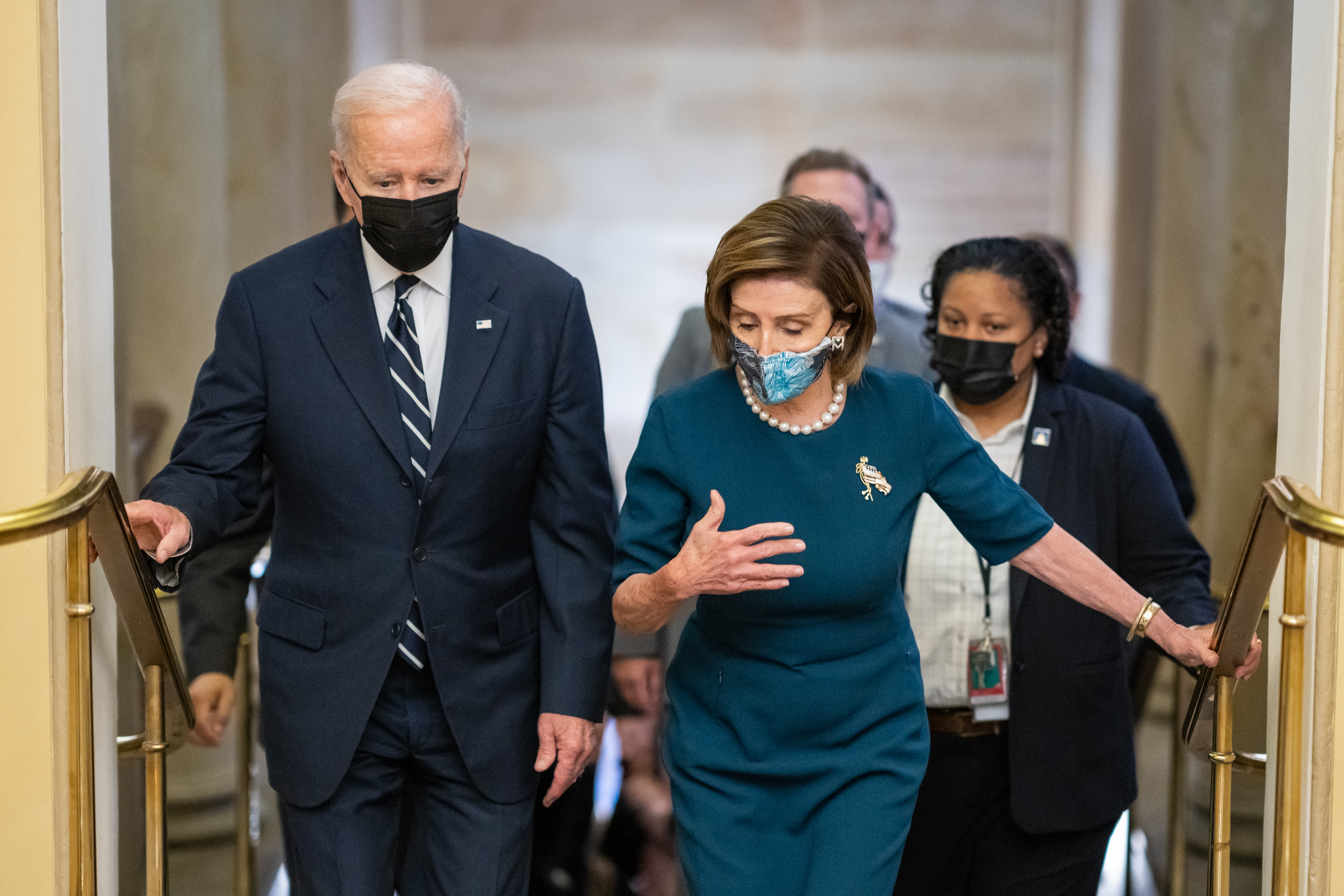
Nancy Pelosi s prezidentem Joe Bidenem

Představuje druhou nejvýše postavenou ženu v historii volených úřadů Spojených států po viceprezidentce Kamale Harrisové.
Během jejího druhého předsednictví Sněmovna dvakrát obvinila prezidenta Donalda Trumpa, poprvé v prosinci 2019 a znovu v lednu 2021; Senát Trumpa v obou případech osvobodil.
Pelosiová 2. srpna 2022 navzdory hrozbám čínského komunistického režimu navštívila Tchaj-wan a stala se tak nejvyšší americkou představitelkou za posledních 25 let, jež ostrov navštívila.
Ve volbách do Sněmovny reprezentantů Spojených států v roce 2022 Demokraté přišli o většinu a kontrolu nad Sněmovnou reprezentantů získali Republikáni. Krátce poté oznámila svůj odchod z čela demokratického klubu ve Sněmovně reprezentantů, ale řekla, že zůstane členkou Sněmovny reprezentantů. Jejím nástupcem ve vedení Demokratů ve sněmovně se stal Hakeem Jeffries.

## Vyznamenání

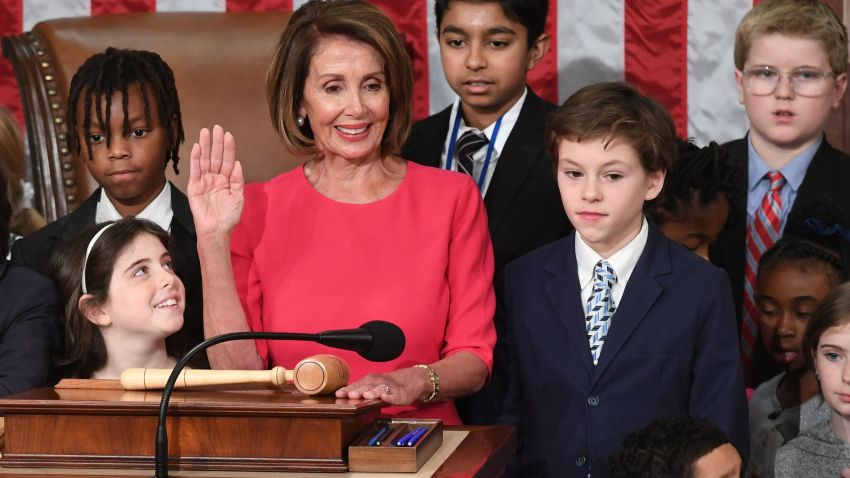
Pelosiová skládá přísahu (2019)

- velkokříž Řádu zásluh o Italskou republiku, Itálie, 2. června 2007[6]
- velkokříž Řádu zlatého srdce, 23. června 2008[7]
- velkostuha Řádu vycházejícího slunce, Japonsko, 2í. dubna 2015, za přínos k posílení vztahů a podporu přátelství mezi Japonskem a USA[8][9][10]
- Řád kněžny Olgy III. třídy, Ukrajina, 30. dubna 2022, udělil prezident Volodymyr Zelenskyj za významný osobní přínos k posílení ukrajinsko-americké mezistátní spolupráce a za podporu suverénní, nezávislé a demokratické Ukrajiny[11][12]
- Řád příznivých oblaků I. třídy, Tchaj-wan, 3. srpna 2022[13]
- Řád knížete Jaroslava Moudrého II. třídy, Ukrajina, 21. října 2022, udělil prezident Volodymyr Zelenskyj za významné osobní zásluhy o posílení mezistátní spolupráce, podporu státní suverenity a územní celistvosti Ukrajiny, a za významný přínos k popularizaci ukrajinského státu ve světě[14]
- dáma velkokříže Řádu Isabely Katolické, Španělsko, 25. dubna 2023, udělil král Filip VI.[15][16]
- Prezidentská medaile svobody, Spojené státy americké, 2024, udělil prezident Joe Biden[17]